# Athyrium attenuatum
Athyrium attenuatum là một loài thực vật có mạch trong họ Woodsiaceae. Loài này được (Wall. ex C.B. Clarke) Tagawa miêu tả khoa học đầu tiên năm 1956.